# Wang Shixian
Wang Shixian (chinesisch 王适娴, * 13. Februar 1990 in Suzhou, Jiangsu, Volksrepublik China) ist eine chinesische Badmintonspielerin.

## Karriere
Wang Shixian gewann 2008 bei der Badminton-Weltmeisterschaft der Junioren Bronze im Dameneinzel. Ein Jahr später siegte sie bereits bei den Erwachsenen bei den China Masters. 2010 war sie bei den Korea Open und den Swiss Open erfolgreich. Beim Uber Cup 2010, der Weltmeisterschaft für Damenmannschaften, holte sie Silber.

## Sportliche Erfolge
| Saison | Veranstaltung                  | Disziplin   | Platz | Name         |
| ------ | ------------------------------ | ----------- | ----- | ------------ |
| 2008   | Weltmeisterschaft der Junioren | Dameneinzel | 3     | Wang Shixian |
| 2009   | China Masters                  | Dameneinzel | 1     | Wang Shixian |
| 2010   | Korea Open                     | Dameneinzel | 1     | Wang Shixian |
| 2010   | Uber Cup                       | Team        | 2     | China        |